# Murder of Crows
Pour plus de détails, voir Fiche technique et Distribution.
Murder of Crows (A Murder of Crows) est un film américain réalisé par Rowdy Herrington, sorti en 1998.

## Synopsis
Lawson Russell est un avocat rayé du barreau à la suite d'une bavure. Il se retire dans une île et trouve un nouveau job : accompagner des touristes à la pêche au large de la Floride. Il fait ainsi la connaissance d'un vieil homme, Marlowe, qui lui confie un manuscrit,  A Murder of Crows, dont il serait l'auteur. À la mort de ce dernier, Russell publie l'ouvrage sous son propre nom et rencontre un succès immédiat. Jusqu'à ce qu'un détective privé découvre que les crimes évoqués dans le roman sont bien réels. Russell devient alors le suspect numéro un d'une série de crimes non élucides.

## Fiche technique
- Titre : Murder of Crows
- Titre original : A Murder of Crows
- Réalisateur : Rowdy Herrington
- Scénario : Rowdy Herrington
- Musique : Steve Porcaro
- Pays d'origine :  États-Unis
- Format : couleur
- Genre : Action et thriller
- Durée : 95 min
- Dates de sortie : 23 juin 1999 en France (tous publics[2]); 6 juillet 1999 aux États-Unis.

## Distribution
- Cuba Gooding Jr. (VF : Nessym Guetat) : Lawson Russell
- Tom Berenger : Clifford Dubose
- Marianne Jean-Baptiste : Elizabeth Pope
- Eric Stoltz : Thurman Parks III
- Mark Pellegrino : le professeur Arthur Corvus
- Ashley Laurence : Janine DeVrie
- Carmen Argenziano : le juge Wiley Banning
- Doug Wert : Billy Ray Richardson